# HITZZZ!!
HITZZZ!! - Da's Radio is een Nederlandse niet-landelijke commerciële radiozender welke is gestart met uitzenden op 14 mei 2022 op een deel van de FM en DAB+ frequenties die toen nog in gebruik waren door zusterradio zender Simone FM. 
Daardoor is het radiostation direct sinds de start via FM te ontvangen in delen van Groningen en Drenthe. Via DAB+ is het radiostation in geheel Groningen, Drenthe en Friesland te ontvangen. In Friesland maakt men voor DAB+ gebruik van zogenaamde 'restcapaciteit' van de Lokale Omroep Ameland. Inmiddels zijn er ook diverse (IP)TV aanbieders (waaronder Ziggo) die het radiostation doorgeven via hun netwerk. Het radiostation is ook wereldwijd via internet te beluisteren. Het radiostation is gevestigd in Ter Apel in hetzelfde studiocomplex als Simone FM. 

## Geschiedenis
HITZZZ!! is onderdeel van Bert Vos Produkties Westerwolde BV, het bedrijf dat ook Simone FM exploiteert en in handen is van Bert Vos. Vos heeft het station naar eigen zeggen in januari 2022 opgericht om invulling te geven aan zijn toen nog leegstaande geworven DAB+ capaciteit en om in te springen op het steeds populairder wordende genre 'piraten-muziek'. Een en ander kwam in een stroomversnelling toen in april/mei 2022 een groot deel van het vaste personeel van concurrerende radiozender Radio Continu opstapte vanwege jarenlange onvrede over de directie en de nieuwe koers van dit radiostation. Al deze personeelsleden zijn uiteindelijk overgestapt naar HITZZZ!!.
Boegbeeld van HITZZZ!! is dj Wim Drent (alias Evert Baptist), die kort voor de livegang van HITZZZ!! live op Radio Continu ontslag nam uit onvrede over het beleid van diens directie. Boze tongen beweren tot op de dag van vandaag dat dit alles gepland was om zo een PR-stunt te creëren voor de oprichting van HITZZZ!!, maar dit wordt door Vos en Drent nog steeds ontkend en afgedaan als een toevallige samenloop van omstandigheden cq actie/reactie. Kort na de lancering van HITZZZ!! maakte Radio Continu bekend te stoppen op FM en heeft men al haar FM frequenties overgedaan aan haar grootste concurrent: Tukker FM. 
Vos richt zich sinds de livegang van HITZZZ!! volledig op Simone FM en bemoeit zich niet met HITZZZ!!. Hij laat dit radiostation geheel runnen door zijn medewerkers, om zo ieders eigen kwaliteiten optimaal tot hun recht te laten komen.

## Format
HITZZZ!! draait met name muziek wat in het verleden een hit is geweest en dan met name in het zogenoemde 'etherpiraten-circuit', ook wel 'geheime zender muziek' in de volksmond genoemd. Smartlappen, polkas, oldies, instrumentale muziekstukken, Schlager, 70's en 80's voeren de boventoon afgewisseld met af en toe een 90's danceplaat. Actuele muziek komt zeldzaam voorbij.  
De programmering is grotendeels non-stop, waarbij het weekend zelfs 58 uur reclamevrij is en enkel bestaat uit muziek en nieuws.
Op werkdagen (maandag t/m vrijdag) is tussen 07.00 en 10.00 uur Wim Drent te beluisteren met zijn programma "Drent Draait HITZZZ!!". Op vrijdagmiddag tussen 15.00 en 18.00 uur is Hermen Schomaker te beluisteren met zijn programma "Vrijdagmiddag HITZZZ!".  Op vrijdagen tussen 09.00 en 10.00 uur is Drents alter ego Evert Baptist te beluisteren met zijn programma "Baptist FM".
HITZZZ!! draait met name vrolijke muziek; 'vanaf nu alleen maar plezier' is tevens het bedrijfsmotto van de BV. 

## Naam - slogan
De schrijfwijze van HITZZZ!! met drie keer een Z verwijst naar de manier waarop etherpiraten vaak spreken/schrijven over een bepaald muziekstuk wat populair is in die scene. 
De slogan van HITZZZ!! is 'Da's Radio'. Dit is een onofficiële afkorting van 'Dat is pas radio'. Daarnaast is het een knipoog naar Duitsland, waar vaak 'Das Radio' gebruikt wordt als slogan. HITZZZ!! is gevestigd nabij de Duitse grens en draait ook veel Duitse muziek. Da's Radio is dus ook een knipoog naar het Duitse luisterpubliek.